# Castianeira bicolor
Castianeira bicolor är en spindelart som först beskrevs av Simon 1890.  Castianeira bicolor ingår i släktet Castianeira och familjen flinkspindlar. Inga underarter finns listade.